# 少女病
少女病（しょうじょびょう）は、日本の音楽ユニット。2004年活動開始。2009年12月23日にランティスからメジャーデビューした。

## 概要
2004年6月14日にウェブサイトを開設、同人サークルとして発足した。2004年8月15日にFate/stay nightの二次創作ゲーム『Fake / ever since』を頒布。当時から音楽に力を入れた作品を制作しており、2004年12月30日に同ゲームのサウンドトラック『Exodus』を頒布した。2005年8月14日にCLANNADの二次創作ゲーム『CLANN』を、2005年12月30日に同作品のサウンドトラック『Real』を頒布。2006年8月13日にI'veリスペクトアレンジボーカルアルバム『admiration』『reverence』を頒布、その後もI'veリスペクトアレンジアルバムを制作していた。
2007年8月17日にオリジナルファンタジーアルバム『偽典セクサリス』を発表、「セクサリス・サーガ」シリーズの制作を始めた。その後もコミックマーケットなどでの同人活動を経て、2009年12月23日に『蒼白シスフェリア』にてランティスよりメジャーデビュー。
「セクサリス・サーガ」シリーズでは2人の女性ボーカルのほか、声優を台詞やナレーションに起用している。曲調はシンフォニック・ロックを中心とし、物語性やキャラクター性を前面に押し出した楽曲を生み出している。
メジャー進出後も同人活動は継続しており、2009年12月30日に『慟哭ルクセイン』を、2010年8月14日に『告解エピグラム』・『Seiren -彼方に謡う哀憐の姫-』をそれぞれ頒布した。2010年12月23日に神奈川県民ホールで『少女病 First Live "WorldEnd / FairytalE"』を開催した。
2021年8月9日にラストアルバム『真典セクサリス』の制作プロジェクト及びラストライブ『少女病 Last Live "Dead End / AntinomiE"』の開催が発表され、クラウドファンディングの目標額300万円に対し4,539万円（1,513%）の支援金額が集まった。
2022年6月10日に、『真典セクサリス』の一般発売日が2022年6月26日であることが公表された。
2025年1月31日から同人盤のサブスク配信が始まった。

## メンバー

### メンバー
- Mitsuki（Vocal）
- Noko[18]（イラストレーション）

### サポートメンバー
- Lico[19]（Vocal）
- ピクセルビー（作曲・編曲）
- RD-Sounds（作曲・編曲）
- 光収容（Guitar）
- 岸田/岸田教団&THE明星ロケッツ（Bass）
- 大先生室屋ストリングス（Strings）
- 空導ストリングス（Strings）
- そうる透（Drums）
- 村石雅行（Drums）
- みっちゃん/岸田教団&THE明星ロケッツ（Drums）
- 小泉由香/Orange（マスタリング）
- 三月まうす（イラストレーション）
- lunatic joker（ロゴデザイン）
- 田辺トシノ（Bass）
- 色白（Bass）
- 黒夜葬 （作曲・編曲・Guitar）

作詞は「少女病」名義となっている。

## ディスコグラフィー

### 「セクサリス・サーガ」シリーズ

#### 書籍
※同人作品として発売。
| 発売日         | タイトル                          | 備考 |
| -------------- | --------------------------------- | --- |
| 2012年12月31日 | 少女病ArtWorks セクサリス・サーガ | - コミックマーケット83頒布 - 『偽典セクサリス』から『創傷クロスライン』までの「セクサリス・サーガ」シリーズのイラストを収録した画集 - A4サイズ、フルカラー136ページ - Illustration：Noko、tica85 bookstores（三月まうす） |
| 2016年12月31日 | 天巡メルクマール ～die Volledung  | - コミックマーケット91頒布 - CD版『天巡メルクマール』のもうひとつの物語である小説 - 新書サイズ、192ページ - Illustration：Noko                                                                                            |

### その他
※同人作品として発売。

#### オリジナルファンタジーアルバム
『偽典セクサリス』から連なるシリーズのものではない、独立した新たな作品。語り・台詞を用いずに物語を表現している。

#### ユニットプロジェクト「ノエル」
井上みゆ×桜沢いづみ×少女病によるユニット。

### 楽曲提供
『Refulgence』
- 作詞：少女病　作曲：ピクセルビー　Vocal:Mitsuki
- テレビアニメ『刀語』第2話EDテーマ
- 『刀語 歌曲集 其ノ壱』収録
  - 2011年3月2日発売、品番LASA-5058

『Philosopher』
- 作詞：少女病　作曲：ピクセルビー　Vocal:Mitsuki
- 2016年8月25日 CHUNITHM AIR収録
- 『Genesis Of Destiny Rebellion（品番WM-0741）』『CHUNITHM ALL JUSTICE COLLECTION ep. I（品番WM-0742）』収録

『サクラメント』
- 作詞：少女病　作曲・編曲：RD-Sounds
- TVアニメ『バチカン奇跡調査官』ED主題歌
  - 2017年8月9日発売、品番LACM-14645